# 바스케스 사운드
바스케스 사운드(Vázquez Sounds)는 멕시코의 음악 그룹이다. 세 멤버는 남매 관계이다.